# Петельский, Чеслав
Чеслав Петельский (пол. Czesław Petelski; 5 ноября 1922 — 19 сентября 1996) — польский кинорежиссёр и сценарист.

## Биография
С 1953 по 1990 год снял 26 фильмов. В 1959 году был награждён Крестом Заслуги. В 1963 году получил на III Московском кинофестивале за фильм «Чёрные крылья» серебряный приз. Был членом жюри IV Московского кинофестиваля. С 1963 по 1987 год занимал пост художественного руководителя киностудии «Иллюзион». В 1982 году за выдающиеся достижения в киноискусстве и общественной деятельности был награждён орденом «Знамя Труда». В 1973 году его фильм «Коперник» получил серебряный приз VIII Московского кинофестиваля. Супруга Эва Петельская (1920—2013) — кинорежиссёр и сценарист. Его сын Януш — кинорежиссёр, актёр и сценарист.

## Фильмография
- 1953 — Три повести[пол.] / Trzy opowieści
- 1955 — Три старта / Trzy starty
- 1956 — Затонувшие корабли[пол.] / Wraki
- 1958 — База мёртвых людей / Baza ludzi umarłych
- 1959 — Каменное небо / Kamienne niebo
- 1961 — Сержант Калень / Ogniomistrz Kaleń
- 1963 — Чёрные крылья / Czarne skrzydła
- 1963 — Загонщик / Naganiacz
- 1964 — Деревянные чётки[пол.] / Drewniany różaniec
- 1966 — Дон Габриэль[пол.] / Don Gabriel
- 1967 — Привет, капитан[пол.] (ТВ) / Cześć kapitanie
- 1967 — Мир ужаса / Świat grozy
- 1968 — Кентервильское привидение[пол.] (ТВ) / Duch z Canterville
- 1969 — Вопрос совести[пол.] (ТВ) / Kwestia sumienia (короткометражный)
- 1969 — Истязание надежды[пол.] (ТВ) / Tortura nadziei (короткометражный)
- 1969 — Красная рябина / Jarzębina czerwona
- 1972 — Коперник / Kopernik
- 1975 — Казимир Великий / Kazimierz Wielki
- 1978 — Обратный билет / Bilet powrotny
- 1979 — По собственному желанию[пол.] (ТВ) / Na własną prośbę
- 1980 — Записки молодого варшавянина / Urodziny młodego warszawiaka
- 1981 — Болдын / Bołdyn
- 1983 — Каменные скрижали[пол.] / Kamienne tablice
- 1984 — Кто этот человек?[пол.] / Kim jest ten człowiek?
- 1989 — Горькая любовь[пол.] Горькая любовь / Gorzka miłość

## Награды
- Офицерский крест Ордена Возрождения Польши
- Командорский крест Ордена Возрождения Польши
- Орден «Знамя Труда» 1 степени
- Золотой Крест Заслуги
- Крест Яна Красицкого
- Медаль «За заслуги при защите страны»